# ويليام نورث
ويليام نورث (بالإنجليزية: William North) هو سياسي أمريكي، ولد في 1755 في الولايات المتحدة، وتوفي في 3 يناير 1836 في نيويورك في الولايات المتحدة. حزبياً، نشط في الحزب الفيدرالي الأمريكي. وقد انتخب عضو مجلس الشيوخ الأمريكي.